# Sítio arqueológico da Barrada
O Sítio arqueológico da Barrada, igualmente denominado de Barradas ou Silos da Barrada, está situado nas imediações da vila de Aljezur, no Sul de Portugal. No local foram identificados vestígios de três épocas de ocupação distintas, correspondentes a monumentos funerários pré-históricos, silos e fossas do período muçulmano, e uma estrutura circular da era moderna.

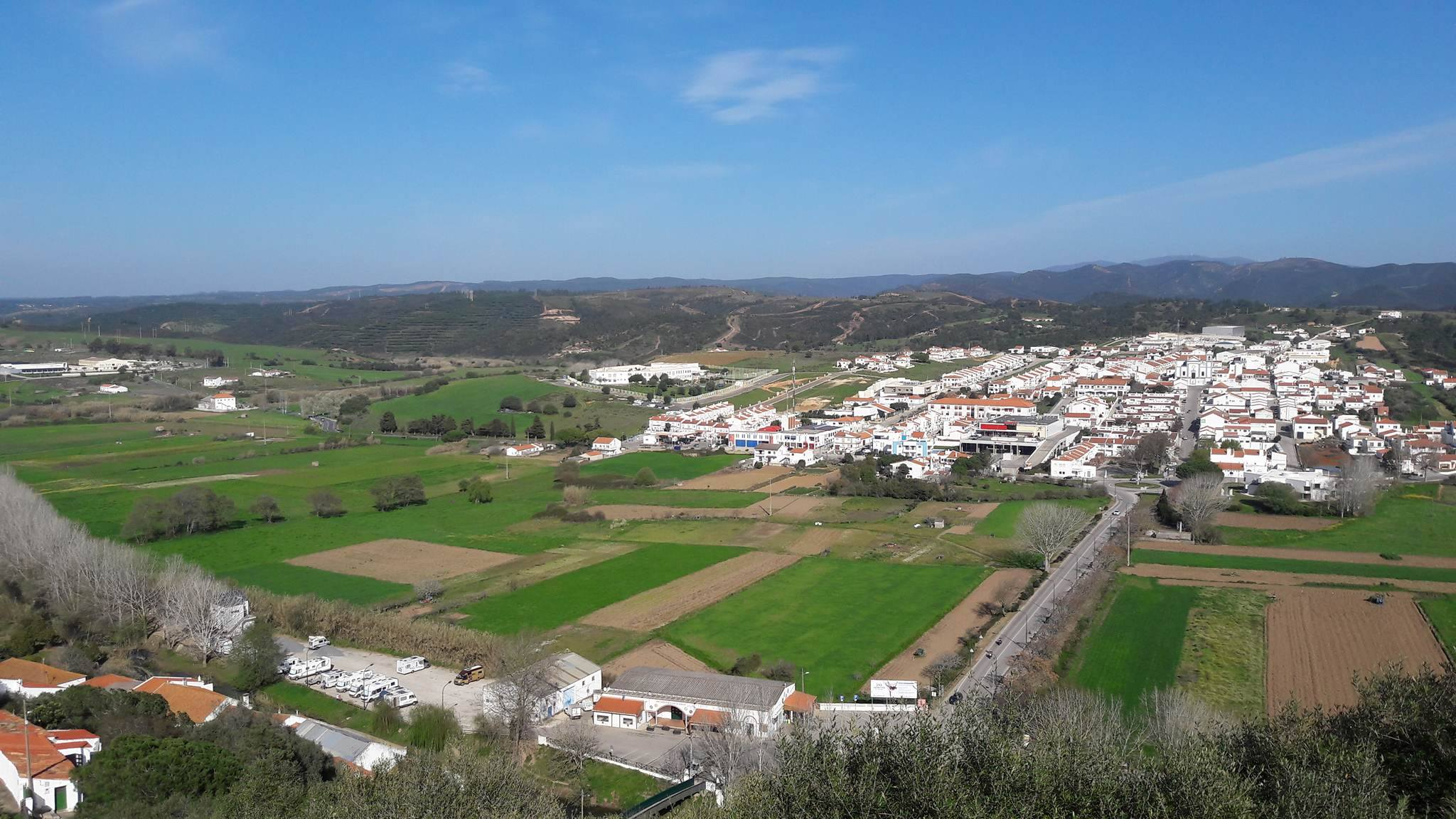
Vista geral da parte nova de Aljezur, em 2017. O sítio arqueológico da Barrada situa-se no centro esquerdo da fotografia, junto ao grande edifício branco da Escola EB/JI de Aljezur.

## Descrição e história
O sítio arqueológico está localizado numa colina de reduzidas dimensões, a uma altitude de cerca de 36 m, que permitia controlar a paisagem em redor. Tem acesso por uma rotunda na Rua Estácio da Veiga, estando situada junto ao centro de Aljezur, perto de uma escola. Durante os trabalhos arqueológicos foram descobertos vestígios de ocupação humana ao longo de diversos períodos, enquadrados em várias fases: a primeira foi durante a pré-história, e integra-se nos finais do Neolítico ou princípios do Calcolítico, a segunda ocorreu dos séculos IX a XI, durante o domínio muçulmano, enquanto que a terceira integrou-se nos séculos XVI a XVII, já durante a Idade Moderna.
O vestígios pré-históricos consistem em dois hipogeus escavados na rocha, um dos quais é de especial interesse devido à sua importância do ponto de vista científico e por ainda se encontrar relativamente intacto. Este último, designado de Hipogeu I, está totalmente escavado no subsolo, e era formado por uma antecâmara e uma câmara funerária ligada por um corredor, com paredes de forma côncava, e uma cobertura que teria originalmente a forma de uma abóbada, com um comprimento total de cerca de 5 m. A câmara funerária estava organizada em três ábsides ou alvéolos, das quais duas eram separadas por uma laje, em calcário. Esta estrutura foi muito danificada devido a obras durante o período islâmico, principalmente no lado oriental. A antecâmara apresentava uma morfologia de forma riniforme, com uma base plana. A cúpula de rocha abateu, tendo permitido que ficassem selados os vários vestígios no seu interior. A mamoa foi construída em blocos de pedra, tendo sido utilizado calcário, quartzo, grauvaque e seixos. O Hipogeu II encontra-se quase totalmente destruído, mas era muito parecido ao outro monumento funerário, tanto na sua estrutura como em termos de espólio. O Hipogeu I apresenta várias semelhanças a uma outra estrutura deste tipo que foi encontrado por Estácio da Veiga nas imediações da Igreja Matriz de Nossa Senhora da Alva, podendo ambas as estruturas ter pertencido a um contexto de necrópoles. O espólio correspondente ao período pré-histórico inclui vários utensílios em pedra polida, como machados e enxós em Anfibolito, e em pedra lascada, como peças geométricas em sílex e lâminas. Também foram descobertos vestígios osteológicos humanos no interior da câmara funerária, várias partes de recipientes em cerâmica, uma pulseira feita a partir de uma concha de Glycimeris sp., e vários vestígios de faunas malacológicas como mexilhões, púrpuras, amêijoas, lapas, berbigões e lingueirões. Foram igualmente identificados vestígios da utilização de ocre, material que era utilizado durante os rituais funerários daquele período.
A segunda fase de ocupação, durante a época islâmica, terá correspondido a um pequeno núcleo residencial, ligado a funções agrícolas ou industriais. Foram descobertos vestígios negativos de estruturas, que correspondem a mais de quarenta fossas circulares ou silos, alguns ligados entre si por meio de canais. No seu interior foram recolhidos vários fragmentos de peças de cerâmica, dos séculos IX a XI, sendo do mesmo período em que foi fundado o núcleo urbano do Castelo de Aljezur. Desta forma, poderia ser uma instalação rural, que estava ligada à povoação islâmica de Aljezur. O local terá sido abandonado em meados do século XI, período durante o qual se verificou uma maior instabilidade no Algarve, com a formação dos reinos taifas. O espólio islâmico é composto principalmente por fragmentos de recipientes em cerâmica, como panelas, jarros, e cântaros, com pinturas decorativas, algumas peças de vidro em tons melados, alguns apresentando traços a negro e manganês, e poucos elementos decorativos de corda seca. Depois de uma intervenção de restauro, as peças de cerâmica muçulmana foram expostas no Museu Municipal de Aljezur. Outras peças deste período incluem partes de mós manuais em pedra, um fuso em xisto, utensílios em ferro, e muitos vestigios de animais, como mexilhões, ostras, lapas, amêijoas, búzios, caramujos, perceves, caracóis terrestres, e ossos de coelhos, veados, e cabras ou ovelhas.
A terceira e última fase corresponde aos séculos XVI e XVII, durante a era moderna, e é representada por um edifício em pedra, com uma planta de forma circular, que poderá ter sido um moinho de vento ou uma torre de vigia.
Os primeiros vestígios arqueológicos foram descobertos em 2004, durante a instalação de uma rotunda no final da Rua Estácio da Veiga, como parte dos acessos à Escola EBI/JI de Aljezur. Em 2010 foram feitos trabalhos arqueológicos no local, que incluíram a limpeza dos terrenos e a escavação e estudo daquelas estruturas. Os trabalhos prosseguiram em 2011, durante os quais foram investigadas as estruturas que não tinham sido estudadas no ano anterior, e foi expandida a área de escavação para Nordeste e Sudeste. Foram descobertas mais algumas fossas circulares ou silos, um muro circular de função desconhecida no limite Nordeste do sítio arqueológico, e o hipogeu pré-histórico. Em 2014, o Núcleo de Arqueologia e Paleoecologia da Universidade do Algarve organizou a palestra Os hipogeus de Aljezur: velhos dados e novas descobertas, sobre os monumentos funerários da Barrada, que foi apresentada pela arqueóloga Elisabete Barradas. Em 2015 foi concluída a quarta campanha de escavações no sítio arqueológico, executada pela Associação de Defesa do Património de Aljezur, e dirigida pelas arqueólogas Elisabete Barradas, Silvina Silvério e Maria João Dias da Silva. Esta intervenção fez parte de um conjunto de campanhas arqueológicas no local, iniciadas em 2010, que tiveram o apoio da autarquia e de várias entidades privadas de Aljezur. Numa reunião entre a Câmara Municipal de Aljezur, a Direcção regional de cultura do Algarve, a Associação do Património Histórico e Arqueológico de Aljezur, e as arqueólogas responsáveis pelas campanhas de estudo do local, deliberou-se que o sítio arqueológico da Barrada iria ser alvo de um processo de preservação e musealização, no sentido de o abrir ao público, servindo não só para explicar o passado mas também como ponto de divulgação do património histórico e cultural do concelho.